# Jackie Berg
Jackie „Kid“ Berg (* 28. Juni 1909 in London als Judah Bergman; † 22. April 1991 ebenda) war ein britischer Boxer.

## Profikarriere
Der Jude Berg wurde vierzehnjährig im Londoner Eastend Profi und erwarb sich als typischer Pressure Fighter schnell einen Ruf als Publikumsliebling mit spektakulärem Non-Stop Angriffsboxen („Whitechapel Whirlwind“).
Ab 1928 boxte er hauptsächlich in den USA. Gegen Billy Petrolle gelang ihm ein Unentschieden, im Rückkampf ging er erstmals KO. Im folgenden Jahr schlug er den Halbweltergewichtsweltmeister Mushy Callahan in einem Nichttitelkampf.
Im Januar 1930 gewann er auch noch gegen Tony Canzoneri und bekam daraufhin einen Titelkampf gegen Callahan, den er am 18. Februar 1930 durch technischen KO in der zehnten Runde gewann. Er verteidigte den Titel sechs Mal, sein berühmtester Kampf war aber sein Sieg in einem Nichttitelkampf gegen den, allerdings sehr viel kleineren, in 160 Amateur- und Profikämpfen ungeschlagenen Kubaner Kid Chocolate.
1931 unterlag er aber Canzoneri im Rückkampf durch KO und verlor auch die dritte Begegnung. Er schlug 1932 noch einmal Kid Chocolate knapp nach Punkten, konnte aber ansonsten nie mehr an seine großen Zeiten anknüpfen, auch wenn er noch bis 1945 weiter boxte. Das Ring Magazine hält ihn trotz seiner sehr kurzen Glanzzeit für den fünftbesten Halbweltergewichtler aller Zeiten.

## Nach dem Boxen
Berg war nach seiner aktiven Karriere vielseitig tätig: Er war bei der Royal Air Force, besaß in London ein Restaurant und arbeitete als Stuntman und Kleindarsteller für den Film – er hatte bereits 1933 zwei Gastrollen gespielt.

## Filmografie (Auswahl)
- 1965: Ist ja irre – der dreiste Cowboy (Carry On Cowboy)